# Brighton (Terre-Neuve-et-Labrador)
Pour les articles homonymes, voir Brighton (homonymie).
Brighton est une ville située dans la province de Terre-Neuve-et-Labrador au Canada. La population y était de 203 en 2006.

## Annexe